# 아시아헌법재판소연합
아시아헌법재판소연합(영어: Association of Asian Constitutional Courts & Equivalent Instututions, AACC)은 인권보호, 민주주의 보장, 법치주의 구현 및 아시아 지역 헌법재판기관들의 독립성 증진 및 상호 협력을 목적으로 설립된 국제기구다. 2010년 7월 인도네시아 자카르타에서 7개의 회원국으로 출범하였으며, 2021년 기준 20개의 국가들이 회원국으로 참여하고 있다. 헌법재판에 관한 세계적 국제기구인 베니스 위원회의 아시아 지역 협의체다.

## 역사
- 창설 :  2005년 9월 몽골 울란바토르에서 개최된 3차 아시아헌법재판관회의에서 아시아 지역 헌법재판기관들의 협의체를 만들 필요성이 최초로 거론되었고, 2007년 10월 대한민국 서울에서 개최된 5차 아시아헌법재판관회의에서 공식적으로 연합의 창설을 위한 양해각서가 대한민국, 몽골, 인도네시아, 필리핀 등 4개국 사이에서 체결되었다. 이에 따라 4차례의 준비위원회 회의를 거친 끝에 2010년 7월 인도네시아 자카르타에서 아시아헌법재판소 규약 (영어: Statute)이 채택되면서 대한민국, 말레이시아, 몽골, 우즈베키스탄, 인도네시아, 태국, 필리핀 등 7개 국가를 회원국으로 하는 연합이 공식적으로 출범하게 되었다[3]. 공식적인 첫 총회는 2012년 5월 대한민국 서울에서 개최되었다.

- 상설사무국 설치 : 출범당시 연합 규약 제22조에 따르면 상설된 사무국이 없었고 다음 총회를 개최하는 회원국이 임시로 사무국을 운영하였으나, 회원국 사이의 교류를 활성화하기 위해 2016년 8월 규약 제22조를 개정하여 공동사무국 형태의 상설사무국으로 행정사무국과 연구사무국 두 곳을 두고, 교육 및 연수기관으로서 별도로 인적자원개발센터를 설치하게 되었다. 개정된 규약 제22조에 따라 행정사무국은 인도네시아 헌법재판소에, 연구사무국은 대한민국 헌법재판소에, 인적자원개발센터는 튀르키예 헌법재판소에 자리하고 있다[4]. 대한민국의 사법기관이 국제기구 사무국을 유치한 최초의 사례로 알려져 있다[5].

## 조직
- 회원 (영어: Member) : 규약 제6조에 따라 각 국의 헌법재판기관 중 하나가 그 국가를 대표하여 회원이 될 수 있다.
- 총회 (영어: Congress) : 규약 제20조에 따라 연합의 모든 회원과 옵서버, 게스트가 참여하는 기관이다. 다만 총회에서 표결이나 의결이 실시되는 경우 옵서버와 게스트는 그 표결 또는 의결과정에 참여할 수 없다.
- 이사회 (영어: Board of Members) : 규약 제12조에 따라 연합의 주요 운영사항을 결정하는 최고 의사결정 기관이다. 각 회원국을 대표하는 헌법재판기관의 수장 및 그 수장을 수행하는 사무처의 장 또는 직원만이 참여할 수 있다. 대한민국에서는 헌법재판소장 및 사무처장이 참여한다.
  - 의장 (영어: President) : 규약 제14조에 따라 차기 총회를 개최할 예정인 국가를 대표하는 헌법재판기관의 수장이 의장이 된다. 의장은 총회는 물론 이사회를 모두 주재할 권한이 있다.
  - 총회사무국 (영어: Host Secretariat) : 2016년 개정규약 제22조 제3항에 따라 차기 총회를 개최하는 국가의 헌법재판기관 사무처가 총회 개최에 관한 사무를 담당하는 총회사무국이 된다. 대한민국에서 총회가 개최되는 경우 헌법재판소사무처가 그 역할을 담당하게 된다.
- 상설사무국 (영어: Permanent Secretariat) : 2016년 개정규약 제22조 제4항에 따라 총회 외에 회원국 간의 정기적인 교류를 담당하는 기관으로 상설사무국이 설립되었다.
  - 행정사무국 (영어: Secretariat for Planning and Coordination, SPC) : 행정 및 재정지원을 주관하며, 아시아헌법재판소연합과 베니스 위원회의 협력 등 기관 차원에서의 대외협력을 담당한다. 인도네시아 헌법재판소가 운영을 맡고 있으며, 인도네시아 자카르타에 위치하고 있다[6].
  - 연구사무국 (영어: Secretariat for Research and Development, SRD) : 판례 및 보고서 데이터베이스화, 학술지 발간 등을 주관하며, 재판관 및 연구관 차원에서의 대외협력을 담당한다. 대한민국 헌법재판소가 운영을 맡고 있으며, 종로구 종로 38 글로벌센터 15층에 위치하고 있다[7].
  - 인적자원개발센터 (영어: Center for Training and Human Resources Development, CTHRD) : 아시아헌법재판소연합 회원국 헌법연구관들을 위한 교육자료 발간 및 연구 프로그램 운영을 주관한다. 튀르키예 헌법재판소가 운영을 맡고 있으며, 튀르키예 앙카라에 위치하고 있다. 매년 여름마다 전 세계의 헌법연구관들을 모아 연수 프로그램을 진행한다[8].

## 회원국
- 2010년 아시아헌법재판소연합 창설당시 7개의 회원국
  -  대한민국 : 대한민국 헌법재판소 (연구사무국)
  -  말레이시아 : 말레이시아 연방법원
  -  몽골 : 몽골 헌법재판소
  -  우즈베키스탄 : 우즈베키스탄 헌법재판소
  -  인도네시아 : 인도네시아 헌법재판소 (행정사무국)
  -  필리핀 : 필리핀 대법원
  -  태국 : 태국 헌법재판소

- 2011~2012년에 가입한 회원국
  -  러시아 : 러시아 헌법재판소
  -  파키스탄 : 파키스탄 대법원
  -  타지키스탄 : 타지키스탄 헌법재판소
  -  튀르키예 : 튀르키예 헌법재판소 (인적자원개발센터)

- 2013년에 가입한 회원국
  -  아프가니스탄 : 아프가니스탄 헌법이행감독독립위원회
  -  카자흐스탄 : 카자흐스탄 헌법위원회

- 2014년에 가입한 회원국
  -  아제르바이잔 : 아제르바이잔 헌법재판소

- 2015~2016년에 가입한 회원국
  -  미얀마 : 미얀마 헌법재판소
  -  키르기스스탄 : 키르기스스탄 헌법재판소

- 2019년에 가입한 회원국
  -  몰디브 : 몰디브 대법원
  -  인도 : 인도 대법원

- 2020년에 가입한 회원국
  -  방글라데시 : 방글라데시 대법원

- 2021년에 가입한 회원국
  -  요르단 : 요르단 헌법재판소

## 같이 보기
- 대한민국 헌법재판소
- 베니스 위원회